# Рур (приток на Рейн)
Вижте пояснителната страница за други значения на Рур.
Рур (на немски: Ruhr) е река в Германия (провинция Северен Рейн-Вестфалия), десен приток на Рейн. Дължина 219 km, площ на водосборния басейн 4485 km².

## Географска характеристика
Река Рур води началото си на 674 m н.в., в северната част на масива Ротхаргебирге (част от Рейнските шистови планини), на 2 km североизточно от град Винтенберг, в югоизточната част на провинция Северен Рейн-Вестфалия. В горното течение тече в дълбока и тясна долина между масивите Зауерланд на юг и Харщранг на север, а в долното – в широка и плитка долина през източната част на Долнорейнската низина през един от най-развитите в промишлено отношение райони в света (Рурски промишлен район). Влива се отдясно в река Рейн, при нейния 780 km, на 17 m н.в., в град Дуйсбург.
Водосборният басейн на Рур обхваща площ от 4485 km², което представлява 2,42% от водосборния басейн на Рейн. Речната му мрежа е едностранно развита, с повече и по-дълги леви притоци и къси или почти липсващи (в долното течение) десни. На север и юг водосборният басейн на Рур граничи с водосборните басейни на реките Липе, Зиг, Вупер и други по-малки, десни притоци на Рейн, а на изток – с водосборния басейн на река Везер (от басейна на Северно море). Основни притоци: леви – Лене (129 km, 1352 km²), Фолме (51 km, 428 km²); десни – Мьоне (65 km, 469 km²).
Има предимно дъждовно подхранване със зимно пълноводие и лятно маловодие, а през есента характерно явление са епизодичните прииждания на реката в резултат на поройни дъждове. Среден годишен отток в долното течение 79 m³/sec.

## Стопанско значение, селища
Чрез изградените 17 шлюза по течението ѝ Рур е плавателна е за плиткогазещи речни съдове до град Витен. В средното и горното ѝ течение са построени 5 малки язовира, водите на които се използват в металургичните предприятия на Рурския промишлен район.
Долината на реката е гъсто заселена, като най-големите селища са градовете: Арнсберг, Витен, Хатинген, Есен, Мюлхайм ан дер Рур, Дуйсбург.